# Vargita
La vargita és un mineral de la classe dels fosfats que pertany al grup de l'acrocordita. Rep el nom del miner suec Erik Gustaf Varg (1886–1970), qui va recollir l'espècimen tipus.

## Característiques
La vargita és un arsenat de fórmula química Cu₂Mn₃(AsO₄)₂(OH)₄(H₂O)₄. Va ser aprovada com a espècie vàlida per l'Associació Mineralògica Internacional l'any 2020, i va ser publicada a la revista internacional GFF per Jörgen Langhof et al. en el mes de gener de 2025 amb el títol «Introducing the akrochordite mineral group, with the new mineral vargite from the Långban Mn-Fe deposit, Filipstad, Värmland, Sweden». Cristal·litza en el sistema monoclínic.
L'exemplar que va servir per a determinar l'espècie, el que es coneix com a material tipus, es troba conservat a les col·leccions mineralògiques del Museu Suec d'Història Natural, situat a Estocolm (Suècia), amb el número de col·lecció: geo-nrm 19370307.

## Formació i jaciments
Va ser descoberta a la mina de Långban, situada al municipi de Filipstad (Comtat de Värmland, Suècia). Es troba en cavitats obertes en una massa de base carbonatada bretxada i posteriorment lixiviada hidrotermalment, en associació amb hausmannita, calcita, rodocrosita, barita, un mineral del grup de la serpentina i galena, formant agregats semiesfèrics de color verd brillant de fins a 0,5 mm de diàmetre, que consisteixen en nombrosos cristalls prims en forma de llistó, allargats al llarg [100] i amb una longitud màxima de 200 µm. Aquest indret és l'únic de tot el planeta on ha estat descrita aquesta espècie mineral.